# Класически китайски език
Под класически китайски език, още познат като венян или венянвен, (алтернативно название, обозначаващо всички Имперски и древни писмени паметници, е гувен, на китайски: 古文, gǔwén, буквално – стара писменост) се разбира писменият и говорим език в Китай от времето на царството Джоу и писменият език на Китайската империя от династията Цин(秦朝) до края на Империята в началото на ХХ век. Той е предшественик на днешния китайски език с многобройните му диалекти и съставлява последния етап от развитие на древнокитайския език.

## История и употреба
Класическият китайски език се основава на разговорния език от последния етап на династията Джоу, късната фаза на древнокитайския език. След времето на династията Цин говоримият китайски чувствително се отличава от класическия, който поради съставената на него литература с нейното основополагащо въздействие върху конфуцианската доктрина от по-късни времена получава каноническо значение и до началото на ХХ в. се съхранява като писмен език в литературата и писмените документи. По-късни текстове на класически китайски показват значително влияние от разговорния (путунхуа), но всички тези текстове, разглеждани в своята съвкупност, разкриват общи признаци, отличаващи ги значително от по-съвременните форми на китайския.
От ХХ в. като писмен език се използва днешният висококитайски (още наричан Мандарин), но и в модерни текстове се намират цитати и пасажи на класически китайски, подобно на юридически текстове в Европа, изобилствуващи от латински термини. Дори и на народния говор не са чужди определени афористични сентенции (成語 / 成语, chéngyǔ), състоящи се предимно от 4 морфеми и свидетелствуващи за граматическите структури на класическия китайски език.
Класически китайски се изучава в училищата, но компетентността на учениците най-често обхваща четенето с разбиране, не и съставянето на текстове. Въпреки това алфабетизмът в класическия китайски сред населението нараства значително.

## Регионално разпространение

### Диалекти
Още през древността областта, в която се говори китайски, е разделена на множество варианти, дали отпечатък в класическата епоха и върху писмения език.
От времето на династията Цин(秦朝), която е началото на превръщането на китайския език в мъртъв, се провежда силна унификация на класическия език, докато в разговорния се наблюдава силна диференциация.

### Разпространение извън Китайската империя
Не само Китай, но и Корея, Виетнам и Япония разполагат със своя традиция на класически китайски, при което си струва да се отбележи, че във всяка от трите е налице собствен вариант на четене на сричките от йероглифите. Това се корени в приспособяването на възприетите степени на развитие на езика на китайския към фонетичните особености на целевия език. Особено сложна е ситуацията в Япония, където при различни епохи са били заемани произношения от китайския и по този начин в днешния японски са съхранени различни стадии на развитие на китайския (един японски йероглиф може да притежава няколко он-произношения). Корейският и виетнамският имат свои завършени фонетични системи, например 文言 на корейски се произнася като mun ŏn 문언, на виетнамски като văn ngôn, и на японски като бунген ぶんげん.